# Gadu-Gadu
Gadu-Gadu es un cliente de mensajería instantánea popular en Polonia que se financia mostrando mensajes publicitarios.
Como con ICQ, los usuarios se identifican por sus números de serie. Hay numerosos add-ons disponibles para proporcionar funciones extra. La versión oficial proporciona más de 150 emoticonos, y permite mensajes offline, envío de datos, y VoIP (Voz sobre IP). Desde la versión 6.0, se puede usar una conexión segura SSL experimental.
Una de las características más populares de Gadu-Gadu es la opción de estado, que permite a los usuarios mostrar mensajes cortos visibles bajo sus iconos identificativos en la lista de contactos de los demás usuarios.
Gadu-Gadu utiliza su propio protocolo propietario. Se han creado muchos plug-ins no oficiales para expandir sus posibilidades. Muchos otros programas de mensajería instantánea como por ejemplo Pidgin, Kopete, Kadu, Tlen.pl o WTW tienen la opción de utilizar el protocolo GG.